# De noche también se duerme
De noche también se duerme es una película en blanco y negro de Argentina dirigida por Enrique Carreras sobre el guion de Abel Santa Cruz que se estrenó el 19 de enero de 1956 y que tuvo como protagonistas a Ana Mariscal, Olga Zubarry, Jorge Rivier y Roberto Escalada.

## Sinopsis
Un matrimonio que se había divorciado y que está próximo a unirse nuevamente se ve complicado por la amenaza de separación de otra pareja.

## Reparto
- Ana Mariscal ... Rosalía
- Olga Zubarry ... Elvira
- Jorge Rivier ... Miguel
- Roberto Escalada ... Dr. Juan Carlos Carreño
- Francisco Álvarez ... Don Ramiro
- Tono Andreu ... Gervasio
- Héctor Armendáriz ... Vicente
- Elcira Olivera Garcés ... Carmen
- Emilio Vieyra
- María Esther Podestá ... Doña Beba
- Julia Dalmas
- Roberto Lombard
- Nina Marqui
- Irma Román
- Fernando Reynal
- Raquel Beney
- Gogó Andreu

- Irma Álvarez

## Comentarios
La Nación dijo:

”Equívocos y enredos en sonriente comedia.”

El Mundo opinó sobre el filme:

”Enrique Carreras toma el camino más recto y cómodo.”